# Filip Karlsson (Bjälboättens oäkta gren)
Filip (Philippus) Karlsson, riddare, riksråd, häradsdomare i Närdingshundra härad, slottsfogde på Korsholm. Omnämns under perioden 1367–1407. Tillhörde Gregers Magnusson (Bjälboättens oäkta gren), vilken härstammade från Birger jarl.

## Biografi
Filip Karlsson var son till Karl Magnusson, som stupade under Magnus Erikssons fälttåg till Ryssland 1348. Filip Karlsson bör alltså ha fötts senast detta år, även om han dyker upp i historiska källor först 1367. Han var häradsdomare i Närdinghundra härad 1370–91, var riksråd 1389–98 och blev riddare 1396 eller 1397 (troligen vid Erik av Pommerns kröning 17 juni 1397). Filip Karlsson höll 1386 ting i Torneå som företrädare för Bo Jonsson (Grip) och var befälhavare på Korsholms slott i Österbotten från 1388. Därifrån styrdes hela "Norrabotten", det vill säga allt landet under svenska kronans kontroll kring Bottniska viken – inklusive Västerbotten och Lappland. 
Filip Karlssons ställning på Korsholm är något oklar, ibland omtalas han som slottsfogde, ibland som innehavare vilket kan tolkas som en förläning. Bo Jonsson var innehavare av slottet vid sin död 1388, då det ärvdets av drottning Margareta och det är alltså vid denna tidpunkt som Filip Karlsson får posten. Han var befallningsman på Korsholm åtminstone till 1393, enligt vissa uppgifter ända tills slottet intogs av vitaliebröderna år 1396 som en del av kriget mellan kung Albrekt av Mecklenburg och drottning Margareta.
Filip Karlsson var gift först med Ingeborg Kettilvastadotter (Krok), arvtagerska till Ekeby i Vänge socken, i hennes andra gifte och senast 1390 andra gången med Margareta Johansdotter. Dottern Cecilia Filipsdotter var gift med riddaren och häradshövdingen Nils Kurke. Filip Karlsson hade Medelpad i förläning då han sista gången omnämns i källorna år 1407. Han är begravd i Uppsala domkyrka.